# Clapra pyrrha
Clapra pyrrha là một loài bướm đêm trong họ Noctuidae.